# Ткачёв, Владимир Эдуардович
Влади́мир Эдуардович Ткачёв (род. 5 октября 1995, Омск) — российский хоккеист, нападающий. Мастер спорта России (2021).

## Биография
Воспитанник омского «Авангарда», выступал за команду «Омские ястребы» в Молодёжной хоккейной лиге. В сезоне 2013/14 дебютировал за «Авангард» в КХЛ. Всего в сезоне сыграл два матча, также выступал в МХЛ, а с середины сезона присоединился к канадской команде «Монктон Уайлдкэтс», выступающей в юниорской хоккейной лиге Квебека. Сезон 2014/15 начинал в «Монктоне», а закончил играми за клуб той же лиги «Квебек Ремпартс».
В сезоне 2015/16 вернулся в Россию и подписал контракт с санкт-петербургским СКА на два года. Выступал в основном за молодёжную команду «СКА-1946» и в Высшей лиге за команду «СКА-Нева», а в КХЛ провёл всего две игры. Летом 2016 года снова оказался в системе «Авангарда», однако практически сразу перешёл в «Адмирал» из Владивостока.
В составе дальневосточной команды раскрылся, по ходу сезона 2016/17 подписал новый контракт с клубом до 30 апреля 2018 года, а по итогам чемпионата был признан лучшим новичком сезона КХЛ и получил приз имени Алексея Черепанова.
Однако в декабре 2017 года стал игроком уфимского «Салавата Юлаева», подписав контракт на два года. После завершения контракта уфимский клуб обменял права на игрока в СКА взамен на права на Никиту Сошникова, выступавшего в НХЛ, а 10 июля 2019 года заключил двухлетнее соглашение со СКА.
Сезон 2021/22 провёл в Северной Америке в системе «Лос-Анджелес Кингз», а летом 2022 года решил вернуться в КХЛ. СКА обменял права на Ткачёва в омский «Авангард» за 1000 рублей, с которым Владимир заключил однолетний контракт.
В 2018 и 2020 годах принимал участие в Матче звёзд КХЛ. Перед второй поездкой на звездный уик-энд дал интервью официальному сайту КХЛ, в котором рассказал о том, как переживал безголевую серию в период, длившуюся с 7 октября по 17 декабря 2019 года.
В сезоне 2022/23 в составе «Авангарда» провёл 78 матчей, забросил 26 шайб и отдал 47 результативных передач, став бронзовым призёром чемпионата КХЛ. В августе 2023 года был назван самым высокооплачиваемым игроком КХЛ по данным «Матч ТВ». В сезоне 2023/24 сыграл 70 матчей и набрал 86 очков, став вторым бомбардиром клуба. 29 мая 2024 года подписал пятилетний контракт с «Авангардом». В конце июля 2024 года порвал ахиллово сухожилие на беговой разминке во время индивидуальной подготовки к сезону. Ожидаемый срок восстановления — около полугода. 21 февраля 2025 года вернулся на лед и провел первую тренировку с командой.
В июле 2025 года «Авангард» расторг контракт, а Ткачёв подписал двухлетнее соглашение с магнитогорским «Металлургом».

## Достижения
- Обладатель Кубка Харламова (чемпион МХЛ) сезона 2012/13
- Вошёл в тройку лучших игроков сборной России на юниорском ЧМ-2013
- Обладатель «Приза имени Алексея Черепанова» (лучшему новичку КХЛ) в сезоне 2016/17
- Участник Матча звёзд КХЛ в 2018, 2020 и 2023
- Серебряный призёр чемпионата России в составе СКА в сезоне 2019/20[17]
- Бронзовый призёр чемпионата КХЛ

## Статистика
| Легенда | Легенда                    | Легенда | Легенда                   | Легенда | Легенда    |
| ------- | -------------------------- | ------- | ------------------------- | ------- | ---------- |
| И       | Количество проведённых игр | Штр     | Штрафное время            | +/−     | Плюс-минус |
| Г       | Голы                       | П       | Голевые передачи          | О       | Очки       |
| -       | Статистика неизвестна      | —       | Статистика не учитывалась |         |            |